# Багиров, Мир Джафар Аббас оглы
Мир Джафа́р Абба́с оглы Баги́ров (азерб. Mircəfər Abbas oğlu Bağırov; 5 [17] сентября 1895, г. Губа, Бакинская губерния — 26 мая 1956, Баку) — советский и азербайджанский партийный и государственный деятель.
Став руководителем органов госбезопасности Азербайджана (ВЧК, ГПУ, ОГПУ), он впоследствии являлся народным комиссаром внутренних дел (1921—1927) и председателем Совета народных комиссаров Азербайджанской ССР (1932—1933), первым секретарём Бакинского городского комитета КП(б) (1933—1950), первым секретарём ЦК Компартии Азербайджанской ССР (1933—1953), председателем Совета министров Азербайджанской ССР (1953), кандидатом в члены Президиума ЦК КПСС (1953), депутатом Верховного Совета СССР 1-го и 3-го созывов.
На его эпоху пришёлся пик сталинских репрессий. Его имя в советской литературе обычно ассоциировалось с темой массовых репрессий 1930-х годов, и он, как правило, выступал в таких работах как ведущий инициатор репрессий 1937—1938 годов в республике. Ясного же определения степени ответственности М. Д. Багирова за случившееся литература эпохи перестройки и после неё так и не внесла. Сам он, находясь во главе Азербайджана в течение двадцати лет, пережил все чистки, и ему удавалось довольно благополучно преодолевать политические опасности разного характера. Шведский политолог Сванте Корнелл назвал его «азербайджанским Сталиным», а советско-российский историк профессор  Д. Е. Фурман — «азербайджанским Берией».
26 апреля 1956 года был осуждён по ст. 63-2, 70 УК Азербайджанской ССР; 26 мая — расстрелян.

## Биография

### Происхождение
Мир Джафар Багиров родился 17 сентября 1895 года в Кубе в семье азербайджанцев. Багировы принадлежали к мусульманам-шиитам, о чём свидетельствует приставка «Мир» к имени, правом ношения которой обладала определённая часть представителей этого течения ислама (она присутствует в имени отца, всех родных дядей и даже сводных дядей). Порой сам М. Д. Багиров, не желая афишировать своё сейидское происхождение (принадлежность к потомкам пророка Мухаммеда) в условиях господствовавшего в стране атеизма, при заполнении анкет писал лишь часть имени «Джафар».
Социальное происхождение Багирова не до конца ясно. В анкете за 1922 год он оставил запись, что дед по отцовской линии и сам отец являлись «хлебопашцами, хозяевами-одиночками»; в автобиографии от 1923 года Багиров писал, что он родился «в самой бедной семье», а графу основного занятия родителей до революции в личном листке по учёту кадров 1937 года он заполнил фразой «Крестьянин-бедняк». Только в одной анкете Багиров отметил, что его мать — дочь дворянина. Э. Исмаилов высказывает предположение, что мать Багирова могла быть из семьи обедневших беков. Показания, полученные по делу М. Д. Багирова в 1954—1955 годов, свидетельствовали о том, что он сын «крупнейшего духовного лица Кубинского уезда».

### Ранние годы
До 1907 года М. Д. Багиров учился в мектебе. Он отмечал, что здесь изучали Коран, персидский язык и литературу. В дальнейшем Багиров обучался в трёхлетнем Кубинском начальном училище, затем в четырёхлетнем высшем начальном училище, которое окончил в 1913 году. В том же году у него умирает отец. «Отсутствие всяких средств», как писал Багиров, препятствовало дальнейшему продолжению учёбы. Тем не менее за государственный счёт он отправился в Порт-Петровск на двухгодичные педагогические курсы, по завершении которых начал педагогическую деятельность. Вначале он заведовал начальной школой в Худате, затем в селении Неджефкенд.
Согласно БСЭ (2-е изд.), в революционном движении М. Д. Багиров с 1915 года. Проходя по своему делу в 1950-х годах, Багиров заявил во время допроса, что вступил в партию большевиков в марте 1917 года в Кубе, но выяснилось, что при перерегистрации 16 ноября 1920 года он указал другие сведения: июнь 1918 года, Баку. В конечном итоге следователям так и не удалось установить точную дату и место вступления Багирова в партию.
Историк А. Антонов-Овсеенко, работавший директором Государственного музея истории ГУЛАГа, в своей работе «Берия» привёл совсем иную, крайне противоположную биографию. Он писал, что настоящее имя Мир Джафара Багирова неизвестно, а сам он присвоил себе имя своего старшего брата. «Подлинный» Мир Джафар Багиров, как он пишет, работал сельским учителем и тесно был связан с большевиками, в то время как «младший» Багиров не разделял ленинских идей и в то время примыкал к мусаватистам. По версии А. Антонова-Овсеенко, в Баку «подлинного» Мир Джафара Багирова в лицо не знали. После победы Советской власти в Азербайджане «Багиров-младший» отправился к своему старшему брату и убил его, подстроив несчастный случай в горном ущелье. Присвоив документы убитого, «фальшивый» Мир Джафар Багиров был принят в местную ЧК сотрудником комендатуры. Антонов-Овсеенко приводит сообщение генерал-лейтенанта МВД Н. К. Богданова прокурору: «Багиров признался в том, что ещё до 1917 года он вместе с родным братом сбежал от царских властей в иранский Азербайджан. Во время крупной ссоры Багиров убил брата и завладел его документами. После февральской революции он вернулся на родину. Большое сходство с убитым братом позволило ему длительное время скрывать обман». Однако приведённые свидетельства не опираются на надёжные источники, а многие факты не подкреплены соответствующими источниками информации. Более того, Антонов-Овсеенко сам указывает на расхождение некоторых деталей между двумя версиями, но склонен считать, что суть одна — братоубийство.

### Русская революция и гражданская война
Период с февраля 1917 по осень 1918 года в биографии Багирова остаётся наиболее неясным. После февральской революции его назначили комиссаром второй (еврейской) части города Кубы. Ясно, что в 1917 году он стал заместителем Кубинского уездного комиссара, крупного помещика, капитана А. Зизикского, проработав на этой должности, по словам самого Багирова, до сентября. Согласно показаниям цензора Главлита, пенсионера МГБ Садыха Кафарлы, который занимался разоблачением Багирова и за это был репрессирован, «…во время первой империалистической войны Багиров служил в царской армии, в дикой дивизии…».
2 (15) ноября 1917 года, спустя неделю после падения Временного правительства в Петрограде, в Баку был сформирован Бакинский совет рабочих, крестьянских и солдатских депутатов (Баксовет). К весне 1918 года политическое противостояние между различными политическими силами в городе достигло своего апогея. В марте 1918 года Бакинский Совет, состоящий из большевиков и левых эсеров, при поддержке вооружённых отрядов армянской партии «Дашнакцутюн» и правых эсеров утвердил свою власть в Баку в результате кровопролитных событий. Вскоре в Кубе, куда вошёл отряд во главе с большевиком Д. Геловани, развернулись бои с местными лезгинами, вынудившие его уйти из города. Вслед за ними ушли и местные армяне. В апреле сюда двинулся крупный дашнакский отряд под командованием Амазаспа и большевистского комиссара Венунца. Присланный для мщения убитых армян, Амазасп объявил, что ему приказано «уничтожить всех мусульман от берегов моря (Каспийского) до Шахдага». Отрядом Амазаспа были сожжены 122 деревни в районе Кубы. В этом отряде находился и сам М. Д. Багиров. Вспоминая об этом, он писал: «К великому моему сожалению, против моей воли мне пришлось быть свидетелем той кошмарной картины, которая была в Кубе… Даже я не мог спасти своих родственников. Были зверски штыками заколоты дядя мой старик лет 70 Мир Талыб, сын его — Мир Гашим, зять Гаджи Эйбат и ряд других моих родственников». О причинах, приведших его туда, он в 1954 году на допросе, который вёл Генпрокурор СССР Р. А. Руденко, пояснял:
В этом отряде я был по приказанию чрезвычайного уполномоченного Бакинского совнаркома в Дагестане тов. Нанейшвили, который мне как коммунисту поручил следить за тем, чтобы со стороны дашнаков было меньше зверств. В этом отряде я пробыл примерно неделю. Отряд этот был послан Бакинским совнаркомом для освобождения Кубы. Верно, за эту неделю дашнаки вырезали много невинных людей.
В 1919 году во главе 290-го полка Багиров участвовал в подавлении Астраханского восстания, а затем в боях под Миллерово и Лисками против генерала Мамонтова.
В апреле 1920 года азербайджанское правительство было свергнуто, и в Азербайджане провозглашена Советская власть. Багиров вернулся на родину. В течение года он поочерёдно занимал должности заместителя председателя Революционного комитета Карабахской области, начальника 2-й стрелковой бригады, помощника военкома Азербайджанской стрелковой дивизии, председателя Революционного Военного Трибунала этой дивизии, заместителя председателя Революционного Военного Трибунала XI Красной Армии. 5 июня в Шуше вспыхнул мятеж, к которому были причастны турецкий генерал Нури-паша и начальник Карабахского отряда Зейналов. Подробности этих событий начальнику разведотдела штаба XI Красной Армии сообщил наполештарм Воронков. Они сводились к тому, что с уходом частей Красной Армии в район Барды, Зейналов 3 июня обратился к Багирову (на тот момент председателю Карабахского областного ревкома) с предложением организовать военную диктатуру, мотивируя это поддержанием порядка в крае до возвращения красноармейцев. Багиров выдвинул ряд условий и предложений, с чем согласился Зейналов. Перед этим Багирову пришло письмо от Нури-паши, в котором тот выражал свою солидарность с Советской властью и намерение третьего числа прибыть в Шушу. По прибытии последнего в город, здесь произошёл переворот, а коммунисты и весь ревком оказались арестованы. Воронков сообщал, что всё это он узнал от Багирова, которому удалось скрыться. На М. Д. Багирова возложили руководство подавлением карабахского восстания. Реввоенсовет XI Красной Армии 8 июня выдал ему мандат, гласивший:

Дан сей от Революционного Военного Совета XI-й Армии председателю Карабахского Областного Ревкома товарищу Багирову в том, что на него возлагается задача направиться с отрядом в район Агдам-Шуша, где, организовав красные повстанческие мусульманские отряды, действовать против восстановившейся в указанном районе контрреволюционной власти с целью свержения её.

Всем войсковым частям XI Армии предлагается оказывать тов. Багирову самое широкое содействие.

Багиров организовал вооружённые отряды местных крестьян, которые вместе с частями 32 и 20-й стрелковых дивизий 10 июня перешли в общее наступление, и уже 15 июня бойцы 286 и 287 стрелковых полков овладели Шушой.

### В органах госбезопасности Азербайджана

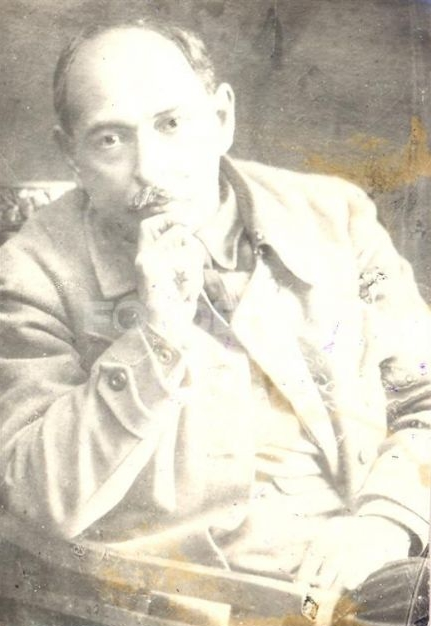
Нариман Нариманов

После смены власти среди азербайджанских коммунистов развернулась групповая борьба. По свидетельству О. Г. Шатуновской, борьба велась между двумя группировками: национально-ориентированные коммунисты во главе с Н. Наримановым (председатель СНК Азербайджанской ССР) и интернационалисты, которые стали борцами с прежними традициями.
В этой борьбе определённую роль стали играть органы госбезопасности Азербайджанской ССР. В первое время после установления Советской власти для борьбы с внутренними врагами в мае 1920 года была создана Азербайджанская Чрезвычайная Комиссия по борьбе с контрреволюцией, спекуляцией, бандитизмом и преступлениями по должности (Аз. ЧК). Однако не прошло и года, как вскоре произошли кадровые перестановки, в результате которых первого председателя АзЧК Б. Алиева сменил Э. Ханбудагов. Причиной тому явилось желание председателя СНК Азербайджана (правительства) Н. Нариманова видеть своего человека в этом органе, а Э. Ханбудагов, в отличие от Б. Алиева, принадлежал к его активным сторонникам в борьбе против Саркиса, Л. Мирзояна, Р. Ахундова и М. Д. Гусейнова. Деятельность АзЧК, как при Б. Алиеве, так и при Э. Ханбудагове, была отмечена произволом её сотрудников. В конечном итоге Э. Ханбудагова сняли с должности, к чему имел отношение сам Н. Нариманов. А. Халилов полагает, что Э. Ханбудагов стал передавать какие-то важные материалы, имевшие отношение к «наримановцам», в руки их политических противников (по крайне мере АзЧК имела отношение к организации кампании против близкого человека Н. Нариманова — чрезвычайного комиссара Шемахинского уезда А. Мустафабекова).
10 февраля 1921 года председателем ЧК при СНК Азербайджанской ССР становится М. Д. Багиров, а с апреля того же года он одновременно является уполномоченным Наркомата путей сообщения РСФСР по Закавказью. Пока Н. Нариманов был во главе правительства Советского Азербайджана, М. Д. Багиров оправдывал его доверие. Чекисты Азербайджана превратились в реальную угрозу для противников Н. Нариманова, а сам М. Д. Багиров вёл себя как его телохранитель. По показаниям свидетелей, в частности надзирателя Внутренней тюрьмы ЧК-ГПУ-НКВД-НКГБ-МГБ-МВД-КГБ Азербайджана А. Тагиева, при М. Д. Багирове в органах АзЧК и АзГПУ царили невыносимые условия и жестокие порядки. По его рассказу при Багирове и Берии «воды в камерах было так много, что арестованные должны были там плавать», при этом один утонул. Подследственных «всегда били». Лично сам Тагиев 1921—1922 годах «привязывал камни к арестованным, которых увозили в море», но после массовых отравлений рыбой, начавшихся в Баку, это пришлось запретить.
Приблизительно в это время он подружился с Л. П. Берией, который являлся его заместителем и начальником секретно-оперативной части АзЧК. По показаниям Л. П. Берии, их знакомство произошло примерно в апреле, в то время как Багиров на допросе в 1954 году заявил, что они были в тесных связях с февраля. Дружба между ними была очень близкой. В кавказской партийной организации их даже называли «сиамскими близнецами». Согласно С. Р. Мильштейну «за время совместной работы и до последних дней у Берии были самые близкие взаимоотношения с Багировым». По признанию самого Л. П. Берии он имел хорошие отношения с М. Д. Багировым, но порой бывали и плохие, «когда я с ним не соглашался или заставлял его выполнять данные ему указания». В подготовленной 19 августа 1953 года ЦРУ США двустраничной справке о М. Д. Багирове говорилось, что Л. П. Берия, находясь в подполье, женился на сестре Багирова. Поскольку ни в биографии самого Багирова, ни Берии нет письменных или устных свидетельств на сей счёт, то эта информация скорее всего не соответствует действительности. Падение как Берии, так и Багирова произойдёт практически одновременно.
В январе 1922 года Закавказский ЦКК постановил исключить М. Д. Багирова из рядов партии и отстранил его от занимаемых должностей на 4—5 месяцев «за нарушение революционной законности», после чего Берия на несколько месяцев занял должность председателя Азербайджанской ЧК. После падения Н. Нариманова летом 1923 года М. Д. Багиров не только перешёл на сторону его оппонентов, но и стал преследовать его самых близких сторонников. На XIII общебакинской партийной конференции, состоявшейся в апреле 1924 года, он говорил:
...я только в феврале 1921 года перешёл на работу в АССР... и никакого отношения ни к каким группировкам не имел. Со дня же перехода на работу в ЧК, я вёл активную борьбу со всеми типами как Абдул Баги и т.д... А результаты неконтактности и не солидарности с Наримановым можно видеть хотя бы по работе, где я никому из его сторонников не давал пощады и поблажки....
В 1923—1924 годах М. Д. Багиров являлся активным членом группировки Э. Ханбудагова, но после разгрома «ханбудаговцев» на VI Съезде АКП(б) в мае 1924 года, ловко отошёл от него. 7 сентября 1926 года он стал председателем ГПУ Азербайджанской ССР, оставаясь в этой должности до 22 мая 1927 года. В мае 1927 года он занял должность начальника Закавказского управления водного хозяйства. По свидетельству Ю. И. Касимова, в 1920-х годах «Багиров никакого политического веса не имел и авторитетом не пользовался. Он занимал пост председателя Азербайджанской ЧК».
7 сентября 1929 года М. Д. Багиров был вновь назначен председателем ГПУ при СНК Азербайджанской ССР. Позднее, на допросе в 1954 году Багиров показал, что возвратиться на должность председателя Азербайджанского ГПУ ему помог Берия. Э. Исмаилов полагает, что это решение связано с И. В. Сталиным. Незадолго до назначения, 21 августа, И. В. Сталин направил письмо секретарю ЦК ВКП(б) В. Молотову, в котором писал: «Багирова (несмотря на его грехи в прошлом) придётся утвердить предчека Азербайджана: сейчас он единственный человек, который сумеет справиться с поднявшими голову мусаватистами и иттихадистами в Азербайджанской деревне. Дело это серьёзное, и здесь шутить нельзя». Архивные документы показывают, что Москва настороженно относилась к этому назначению. Через несколько дней после назначения, 24 сентября на заседании партколлегии ЦКК ВКП(б), рассматривавшем вопрос об ответственных работниках Азербайджанской парторганизации, было принято решение, в котором о М. Д. Багирове сказано следующее: «Указать тов. Багирову, что он не принял мер против недопустимых методов расправы в органах ГПУ в 1924 г., предупредив его, что при повторении таких случаев в аппарате ГПУ он будет нести ответственность как председатель ГПУ».
Назначение М. Д. Багирова совпало по времени с началом коллективизации, способы проведения которой породили недовольство крестьян. Обострению ситуации способствовали небольшие крестьянские вооружённые отряды, продолжавшие действовать в различных частях Азербайджана. Эти отряды, не признавая новую власть, использовали методы террора против её представителей. На западе республике к их числу относились отряды Меджида Шекибекова, Гусейн-бека Солтанова и другие. Опасаясь возникновения восстания, которое могло вспыхнуть от действий этих отрядов на фоне осуществления коллективизации, ГПУ Азербайджанской ССР в январе 1930 года начало операцию с участием войсковых частей, состоящих из двух полков. Была создана центральная оперативная группа во главе с М. Д. Багировым. Его заместителем стал Ю. Сумбатов-Топуридзе, начальником штаба начальник секретно-политического отдела Азербайджанского ГПУ Адамович. При её проведении произошёл случай, имевший некоторые последствия для М. Д. Багирова. Так, получив информацию о том, что бойцы (бандиты) отряда М. Шекибекова вместе со своими семьями покинули сёла Шахгаласы и Чай Обасы, М. Д. Багиров приказал подвергнуть Чай Обасы артобстрелу, что привело к гибели 36 человек, в основном женщин и детей. Об этом стало известно в ЦК Компартии Азербайджанской ССР, Закавказском комитете ВКП(б) и в ЦК ВКП(б). После длительного расследования события в Чай Обасы стали в 1931 году предметом обсуждения на одном из заседаний Политбюро ЦК ВКП(б). В справке Секретно-политического отдела ОГПУ СССР этот эпизод охарактеризован как безобразный и бессмысленный перегиб. Как явствует из справки 19 февраля 1930 года, отряд 4-го стрелкового полка расстрелял около 30 человек, среди них 14 детей, в том числе девятерых в возрасте от 2 до 6 лет. Ещё 4 грудных ребёнка были привязаны к трупам матерей, и они умерли от голода и холода. Во время обследования места расстрела 5 трупов, в том числе 3 детских, были обнаружены на остатках костра.
В 1930—1931 годах М. Д. Багиров являлся слушателем Курсов марксизма-ленинизма при ЦИК СССР.

### Во главе Азербайджана
Борьба в партийных эшелонах Азербайджана стала предметом разбирательства в ЦК ВКП(б). 3 августа 1930 года вышло постановление ЦК ВКП(б) «Об азербайджанских делах», в котором отмечалось, что среди партийных функционеров АКП(б) и Бакинской партийной организации «беспринципная группировочная борьба приняла совершенно недопустимый в большевистской партии характер», а М. Д. Багиров вместе с Гольдбаумом, М. Машкевичем, Алихановым, Столяровым и Амасом были сняты с работы. Сталин вспомнит о Багирове после того, как в 1931 году возобновятся интриги среди партийного руководство республики, азербайджанские члены Политбюро выступят против русских коллег, а позиции Первого секретаря ЦК Компартии Азербайджанской ССР В. И. Полонского будут подорваны.

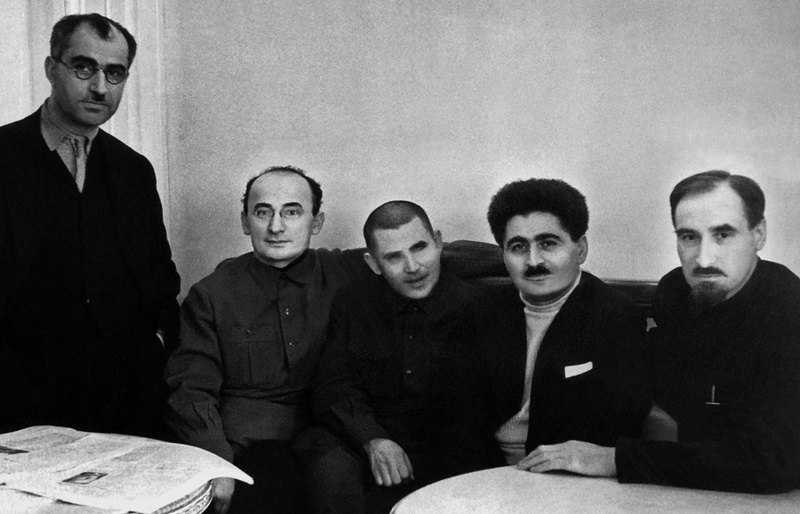
Во время XVII съезда ВКП(б) (он же «Съезд победителей», «Съезд расстрелянных»). Москва, январь 1934 г.
На фото (слева): М. Д. Багиров, Л. П. Берия, Н. И. Ежов, А. Г. Ханджян, Р. И. Эйхе

В октябре 1932 года М. Д. Багиров возглавил Совет Народных Комиссаров Азербайджанской ССР, а в декабре 1933 года стал Первым секретарем Бакинского городского комитета КП(б) Азербайджана. 15 декабря 1933 года его избрали Первым секретарём ЦК Компартии Азербайджанской ССР. Бывший секретарь ЦК Компартии Мир Гасан Сеидов вспоминал:
Как рассказывал сам Багиров на заседании Политбюро, на котором обсуждалась его кандидатура, шёл острый спор. Пара членов Политбюро упорно выступали против его кандидатуры. Причём, ни один из выступавших против его кандидатуры не называл другой кандидатуры из азербайджанских кадров… Видимо, кто-то из них вынашивал идею снова направить сюда своего человека из Центра. Однако Сталин настоял на своём… Давая ему напутствия во время приёма после заседания Политбюро, Сталин… сказал: "Азербайджаном должны править азербайджанцы. Это, кроме всего остального, имеет большое значение в плане международной политики партии. Не зря Ленин говорил, что Азербайджан является форпостом на Востоке, это ворота на Восток".
Тогда же в декабре 1933 года он стал 3-м секретарём Закавказского краевого комитета ВКП(б) и занимал эту должность до 15 января 1934 года. 26 января—10 февраля 1934 года делегат XVII съезда ВКП(б). 10 февраля 1934 года Багиров стал кандидатом в члены ЦК ВКП(б), а 12 октября 1937 года постановлением пленума ЦК ВКП(б) был переведён из кандидатов в члены ЦК ВКП(б). С 17 января 1938 года — член Президиума Верховного Совета СССР.
Подражая Сталину, он работал ночью. По воспоминанию современников, переживших то время, все высшие чиновники ждали его ночных звонков и потому ложились спать рано утром. Бывший секретарь ЦК Мир Гасан Сеидов вспоминал, что «многие из руководящего состава аппарата ЦК, даже некоторые секретари ЦК, не столько уважали его, сколько боялись. Многие из них старались не вступать с ним в личный контакт…».

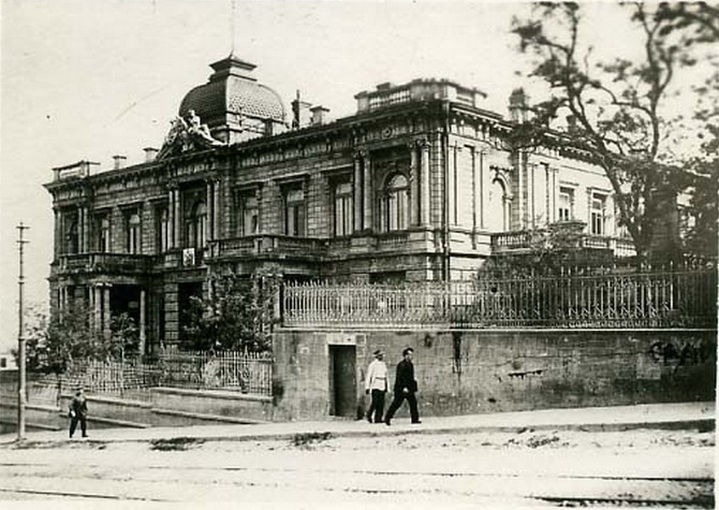
Дом в Баку, где жил Багиров. Ныне здание Музея искусств Азербайджана

М. Д. Багиров с 1933 и до 1951 год проживал в Особняке де Бура, где до этого жил Н. Нариманов, а затем он передал эту виллу музею искусств, который до сих расположен в этом здании. По свидетельству очевидцев тех лет, когда Багиров выходил из дома, то он перекрывал доступ во внутреннюю часть Баку, опасаясь как за свою жизнь, так и получая наслаждение от возможности прогуливаться в одиночестве по безлюдным улицам города. Ректор Азербайджанского педагогического института им. В. И. Ленина М. Векилов, выступая перед делегатами XXII съезда Компартии Азербайджанской ССР, говорил о том периоде: «когда Багиров приезжал в районный центр, руководство района пряталось от страха. Если на улицах Баку мы встречали Багирова, то спешили перейти на другую сторону, боясь, как бы чего не вышло». Личная охрана М. Д. Багирова состояла из 41 человека, на содержание которых ежегодно уходило около 1 млн рублей. По сообщению бывшего министра государственной безопасности Азербайджана С. Ф. Емельянова в КПК, «Багиров боялся, как бы его кто-нибудь не тронул… Требовал усиленной охраны… Для охраны Багирова существовал специально утверждённый… отдел охраны, который доходил до 31 чел.».
В Азербайджане при культе личности Сталина, по сути, существовал также мини-культ М. Д. Багирова. О том, что в республике имело место возвеличивание личности местного партийного лидера, упомянул первый секретарь ЦК Компартии Азербайджанской ССР И. Мустафаев, когда он выступал на XX съезде КПСС, осудившим культ личности Сталина:
В Азербайджане самое отвратительное проявление культа личности имело место со стороны Багирова, который продолжительное время, всячески прославляя собственную персону, окружал себя подхалимами и угодниками, творил беззаконие и произвол… Культ личности нанёс огромный ущерб правильному воспитанию кадров в республике, ибо спутниками культа личности являются индивидуализм, эгоизм, карьеризм, подхалимство, угодничество.
В городах и сёлах республики были установлены бюсты Багирова, выпускались в большом количестве портреты, а в Джебраиле даже появился музей, посвящённый его революционной деятельности. Его именем были названы авиатехклуб, улицы, несколько фабрик и заводов, по одному колхозу в большинстве районов. Имя Багирова носил пароход «Багиров», позднее переименованный в пароход «Узбекистан». Образ Багирова запечатлел в своей пьесе «Утро Востока» (1947) писатель Э. Мамедханлы. Художник С. Салам-Заде написал портрет Багирова, а худ. А. Кязимов — картину «С. М. Киров и М. Д. Багиров в азербайджанской деревне беседуют с крестьянами». В 1950 году был снят художественный фильм «Огни Баку», где в образе Багирова (в фильме он под прозрачным псевдонимом Джафаров) выступил Рза Тахмасиб, Л. П. Берии — Н. Д. Мордвинов, а И. В. Сталина — М. Г. Геловани.

#### Политические репрессии
Весной 1936 года в Баку прошли аресты, которым подверглись «троцкисты» и «националисты». Одного из первых арестовали директора консерватории, члена ревизионной комиссии Бакинского горкома партии, албанца по происхождению — Ахмеда Тринича, давно враждовавшего с М. Д. Багировым. Основанием для его ареста и исключения из партии послужило заявление А. Тринича за 1918 год, которое Багиров прочитал на апрельском заседании Бюро ЦК Компартии Азербайджана. Было ли оно подлинное или подложное — неизвестно, но в нём содержалась просьба о принятии в охрану мусаватского парламента. В итоге А. Тринич покончил с собой во время следствия, проглотив пуговицу.
В ноябре сотрудниками НКВД были арестованы десятки видных коммунистов, заподозренных в троцкизме, мусавате и шпионаже. Были исключены из партии и арестованы директор Бакинского университета Бала-бек Гасанбеков, директор государственного издательства Ибрагим Эминбейли, признанные этнологи, профессора Александр Букшпан и Николаев, общественный и литературный деятель Вели Хулуфлу. Репрессиям подвергся даже личный секретарь Багирова Никишев, которого обвинили в том, что он агент мусавата и «террорист». В конце года М. Д. Багиров сообщал Сталину:

У нас вызывают сомнения некоторые ответственные работники Азербайджана: председатель комитета по делам искусств Рухулла Ахундов, нарком просвещения Мусеиб Шахбазов, зампред Азериттифага Ханбудагов Эйюб. Получив показания контрреволюционного троцкиста Окуджава Михаила в отношении Ахундова Рухулла, мы поручили органам НКВД произвести расследование. Что касается Ханбудагова Эйюба, то здесь в Москве при личной встрече с тов. Саркисовым выяснилось, что Ханбудагов действительно был активным троцкистом. Об этом тов. Саркисов дал письменную справку.

Вышеупомянутый Рухулла Ахундов был видным партийным деятелем. До ареста он возглавлял Управление искусств при СНК Азербайджанской ССР и являлся заместителем директора Азербайджанского отделения Закавказского филиала АН СССР. К нему со стороны М. Д. Багирова, как отмечали свидетели, чувствовалась скрытая зависть и неприязнь. По свидетельству жены Р. Ахундова — Ф. Н. Шлёмовой, Багиров всегда «ревновал к авторитету» её мужа. Она вспоминала, как незадолго до ареста Р. Ахундова, подвыпивший Багиров ей сказал: «Если есть несколько людей, кому верю, так ты — одна из них… Сердишься, ещё не так будешь сердиться. Ты у меня заплачешь». Бывший сотрудник Наркомпроса Азербайджана Г. Нуриев позднее рассказывал о последнем разговоре с Р. Ахундовым, который состоялся в декабре 1936 года: «Он был расстроен и взволнован, рассказал, что разругался с Багировым по какому-то вопросу, причём он ругал Багирова за то, что последний хочет единолично управлять Азербайджаном и совершенно не считается ни с кем».

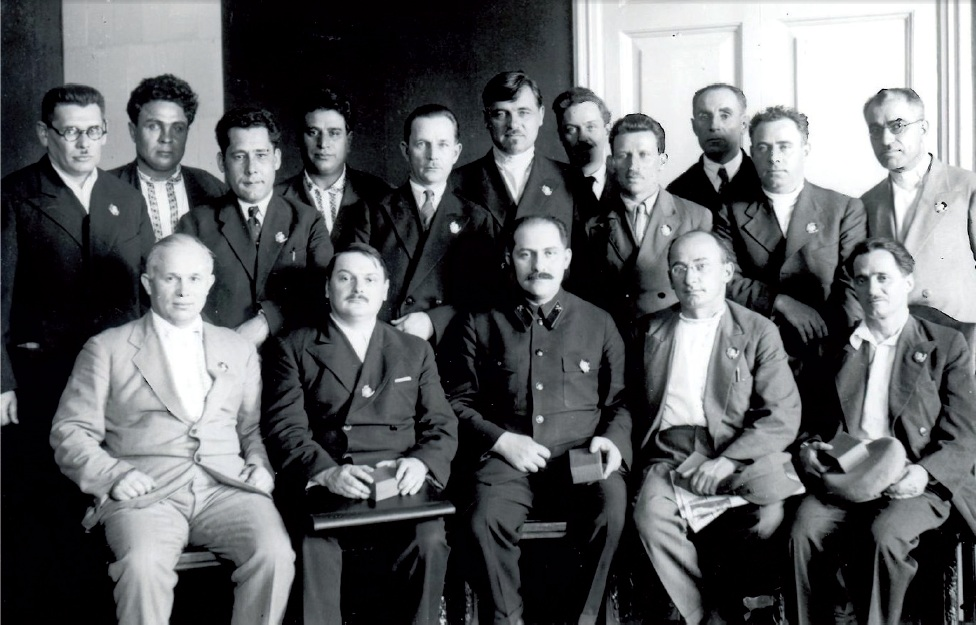
Вручение орденов ЦИК СССР руководителям республик, краёв и областей, 1935 год.
Первый ряд: Н. С. Хрущёв, А. А. Жданов, Л. М. Каганович, Л. П. Берия, Н. А. Лакоба
Второй ряд: Н. Ф. Гикало, К. А. Абрамов, З. Г. Булашев, Г. Рахманов, Н. М. Голодед, Н. А. Филатов, Н. А. Булганин, И. М. Варейкис, Г. Мгалоблишвили, М. О. Разумов и сам М. Д. Багиров (последний).

Р. Ахундова арестовали 17 декабря 1936 года в подъезде дома, когда он выходил на работу. В тот же день вышло постановление бюро ЦК АКП(б) за подписью Багирова о его исключение из партии как «контрреволюционера, троцкиста». На мартовском пленуме ЦК Компартии Азербайджанской ССР, который пройдёт в следующем году, Багиров скажет, что Р. Ахундов возглавлял националистическую работу на культурном фронте. Позднее, в 1954 году, М. Д. Багиров дал показания, заявив в одном месте допроса, что запрашивал у Сталина санкцию на арест Р. Ахундова, а в другом сказав, что не делал этого и отправил тому уже готовое следственное дело. Причиной ареста Р. Ахундова, как показал на допросе М. Д. Багиров, стало то, что «видимо, была поставлена задача начать с Р. Ахундова и окончить другими. Надо спросить Сумбатова. Для меня теперь не представляет сомнений, что он выполнял задания Берия через мою голову, а я им верил…». Ю. Д. Сумбатов, в свою очередь, на следствии заявил, что арест был произведён по личному указанию Багирова. По результатам проверки, осуществлённой в 1950-х годах Прокуратурой СССР, и. о. генпрокурора СССР П. В. Баранов составил записку в ЦК КПСС о реабилитации Р. Ахундова, в которой говорилось о том, что Багиров расправился с Р. Ахундовым как с неугодным и опасным для него человеком.
Арест Р. Ахундова послужил началу репрессий в Азербайджанском филиале Академии наук СССР (АзФАН ССР) и университете. Уже в январе 1937 года были арестованы ряд учёных Азербайджана: Ханафи Зейналлы, Вели Хулуфлу и Б. В. Чобан-заде. В ночь на 18 марта аресту подвергся историк Газиз Губайдуллин, после чего М. Д. Багиров опубликовал в газетах «Бакинский рабочий» и «Коммунист» статью против него. В своём выступлении на VI Мартовском пленуме ЦК Компартии Азербайджанской ССР, М. Д. Багиров заявил, что профессора Б. Чобан-заде и Г. Губайдуллин являются яркими представителями пантюркизма в Азербайджане.
На I сессии Верховного Совета СССР в январе 1938 года, при формировании нового правительства СССР на основе конституции 1936 года, Багиров подверг резкой критике деятельность тогдашнего наркома юстиции Николая Крыленко, в результате чего тот не вошёл в состав нового правительства.

##### Большой террор в Азербайджане
Начало массовым репрессиям в СССР положил февральско-мартовский пленум ЦК ВКП(б), прошедший 23 февраля — 3 марта 1937 года в Москве, на котором И. В. Сталин выступил с докладом «О недостатках партийной работы и мерах ликвидации троцкистских и иных двурушников», повторивший свою доктрину об «обострении классовой борьбы по мере строительства социализма».
М. Д. Багиров присутствовал на этом пленуме и по его завершении вернулся в Баку. 10 марта состоялся II Всеазербайджанский съезд Советов. По решению Съезда была образована редакционная комиссия по принятию окончательного текста новой Конституции Азербайджанской ССР, куда вошёл М. Д. Багиров, и уже 16 марта принятая Съездом Конституция была опубликована. 19 марта 1937 года М. Д. Багиров созвал VI Мартовский пленум ЦК Компартии Азербайджана, проинформировав делегатов о результатах московского пленума. Свою речь он закончил открытой угрозой уничтожить всё руководство партии. Таким образом, если февральско-мартовский пленум ЦК ВКП(б) дал сигнал к началу массовых репрессий в стране, то в Азербайджане эту функцию выполнил VI мартовский пленум ЦК Компартии Азербайджанской ССР. Спустя два дня, 21 марта, М. Д. Багиров выступил на заседании Бакинского комитета АзКП(б), на котором пояснил степень ответственности руководителя за своих подчинённых: «Руководитель отвечает за кадры. Если руководитель окружил себя вредителями, гнильём и всякой другой сволочью и не видит этого, он не руководитель, он не большевик, он „шляпа“, а может быть, и враг. Много ли наши руководители нефтяного хозяйства выявили вредителей?». В заключении Багиров сказал:
Те товарищи, которые спрашивают, где же нам вскрыть все безобразия, я бы им сказал — в районах, на предприятиях, в школах, в цехах, в буровых партиях, в колхозах, в тракторных бригадах, МТС, вузах, учебных заведениях, театрах, кино... в милиции, в органах просвещения, на собраниях первичных партийных организаций, везде, куда враг или проник, пытался или будет пытаться проникнуть. Там по-настоящему раскрыть недостатки и ошибки, там начать борьбу, войну не на жизнь, а на смерть со всеми злейшими врагами нашей партии, нашего социалистического отечества. Об этом идёт речь... В условиях пограничной республики, в условиях многонационального Азербайджана мы должны каждого такого человека рассматривать как агента врага нашей партии, как предателя, изменника.
3—9 июня 1937 года прошёл XIII съезд АКП(б), на котором Багиров выступил с докладом. В адрес многих руководителей прозвучали замечания, касающиеся того, что они недостаточно борются за реализацию партийных решений, указаний Сталина, а работников партийного аппарата Багиров и вовсе обвинил в чванстве, высокомерии, зазнайстве. Вслед за его докладом, начались прения, в которых он активно участвовал. Выступивший в прениях Султан Меджид Эфендиев, не знал в чём его обвиняют, но Багиров и участники съезда требовали от него покаяния. Упрёки посыпались в адрес Г. Джабиева, М. Д. Гусейнова и других. На съезде пошла волна разоблачений, захлестнувшая её участников. Багиров с каждым днём работы съезда становился всё более агрессивнее, а его реплики угрожающими. Например, в адрес С. М. Эфендиева прозвучало «Сдохнешь!», а поэтов Гусейна Джавида, Микаила Мушфига и Ахмеда Джавада — «мразь!» По отношению к тем, с кем не складывались отношения в прошлом (например Г. Джабиев, Л. И. Мирзоян), Багиров был особенно непримирим. В конечном итоге после мартовского пленума в новый ЦК Компартии Азербайджанской ССР было избрано 55 человек из 76, но при этом почти все потерявшие членство являлись высокопоставленными партийными, советскими и хозяйственными работниками. Всего в новый ЦК было избрано 72 человека. Ещё более радикальному обновлению подвергся состав кандидатов в члены ЦК
Аресты прошли уже во время съезда и через несколько дней после его окончания. В ночь на 4 июня 1937 года арестовали поэтов А. Джавада, М. Мушфига, Г. Джавида, Санылы, писателя А. Мусаханлы. Ахмеда Джавада судили через несколько месяцев, 12 октября 1937 года, и на следующий день расстреляли. Его супруга после этого была арестована и как «член семьи изменника Родины» осуждена на 8 лет, оказавшись в лагере в Северном Казахстане. Позднее она указывала, что её мужа арестовали по указанию М. Д. Багирова. 24 июня органы НКВД арестовали С. М. Эфендиева. Тогда же в конце месяца председатель ЦИК СССР М. И. Калинин запросил обстоятельства дела С. М. Эфендиева, но М. Д. Багиров сообщил, что тот снят с должности и арестован за контрреволюционную деятельность.
2 июля 1937 года Политбюро ЦК ВКП (б) приняло решение № П51/94 «Об антисоветских элементах» и 3 июля послало телеграммы секретарям обкомов, крайкомов, ЦК компартий союзных республик. В директиве, подписанной И. В. Сталиным и председателем СНК СССР В. М. Молотовым, говорилось:
ЦК ВКП(б) предлагает всем секретарям областных и краевых организаций и всем областным, краевым и республиканским представителям НКВД взять на учёт всех возвратившихся на родину кулаков и уголовников, с тем чтобы наиболее враждебные из них были немедленно арестованы и расстреляны в порядке административного проведения их дел через «тройки», а остальные менее активные, но всё же враждебные элементы были бы переписаны и высланы в районы по указанию НКВД. ЦК ВКП(б) предлагает в пятидневный срок представить в ЦК состав троек, а также количество подлежащих расстрелу, равно как и количество подлежащих высылке.

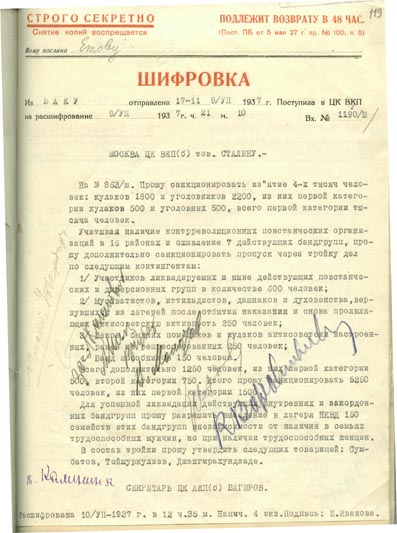
Шифротелеграмма от М. Д. Багирова И. В. Сталину с просьбой санкционирования «изъятия 4 тысяч человек: кулаков 1800 и уголовников 2200»

9 июля М. Д. Багиров отправил в Москву шифротелеграмму, в которой он информировал о численности подлежащих репрессии, запросив в отношении них санкцию. В шифротелеграмме также содержалась просьба на выселение в лагеря семей членов бандгрупп и передачи на рассмотрение троек дел в отношении иных групп населения. В состав «тройки» М. Д. Багиров предложил утвердить Ю. Д. Сумбатова-Топуридзе, Т. Кулиева и Дж. Ахундзаде. На следующий день вышло постановление политбюро ЦК ВКП(б) об утверждении состава троек и лимитов репрессированных, в том числе по Азербайджану: «Утвердить тройку… по Азербайджанской ССР в составе т.т. Сумбатова-Топуридзе, Теймура Кулиева и Джангира Ахундзаде. Утвердить намеченных к расстрелу кулаков 500 чел., уголовников 500 чел., и высылке кулаков 1 300 чел., уголовников 1 700 чел. Разрешить рассмотрение в тройке дел контрреволюционных повстанческих организаций с применением расстрела к 500 чел., высылки к 750 чел. и выселению в лагеря НКВД 150 семейств бандгрупп».
Разворачивавшаяся на тот момент кампания против командного и начальствующего состава Красной Армии, обвинённых в участии в «военно-фашистском заговоре», дошла и до Азербайджана. 16 июля М. Д. Багиров сообщил о «разоблачении» контрреволюционной организации, куда входили командир 77-й азербайджанской горно-стрелковой дивизии комдив Г. М. Везиров и начальник политотдела Д. А. Алиев. Они же являлись членами «националистической» организации.
30 июля 1937 года вышел приказ НКВД № 00447 «Об операции по репрессированию бывших кулаков, уголовников и других антисоветских элементов», который на следующий день был одобрен Политбюро ЦК ВКП(б). Этот приказ открыл путь к массовым репрессиям.
По оценке немецкого историка Йорга Баберовски «с начала лета 1937 г. до осени 1938 г. Азербайджан фактически оказался без управления». Только в 1937 году были арестованы 22 наркома, 49 секретарей райкомов, 29 председателей райисполкомов; 18 наркомов и все секретари райкомов погибли за этот год. Вместе с наркомами земледелия, просвещения и юстиции погибли их заместители и почти все сотрудники подчинённых им ведомств. Прямо в кабинете Багирова в ноябре 1938 года будет арестован нарком внутренних дел Азербайджана М. Г. Раев. Был репрессирован весь руководящий состав Нагорно-Карабахской автономной области. Жертвами террора стали почти все члены «Гуммет», кроме М. Б. Касумова и Ю. Касимова, получивших тюремный срок. Были арестованы четыре пятых народных судей Азербайджана, почти полностью обескровлен аппарат прокуратуры Азербайджанской ССР. Репрессии уничтожили бoльшую часть руководства Компартии Азербайджанской ССР, лишив её среднего класса.
По выражению партийного секретаря Нагорного Карабаха Варунца
Надо прямо сказать, что начиная с момента, когда у руководства Закавказской и Азербайджанской партийных организаций стали т.т. Берия и Багиров, стиль работы значительно изменился и в партийную организацию успешно внедряется сталинский стиль работы. Исчезло навсегда в Азербайджане равнение по людям «кто, чей человек?» Исчезли склоки и дрязги, исчезла групповая борьба, которая так долго разъедала здоровый организм партийной организации Азербайджана.
Данные о количестве жертв репрессий 1937—1938 годов разнятся. Если П. Гёзалов писал о более 50 тысячах расстрелянных и более 100 тысячи сосланных в Сибирь и Казахстан, то согласно Большой Российской Энциклопедии за время репрессий в 1937—1938 годах в Азербайджане погибло около 70 тысяч человек. Польский историк Т. Свентоховский писал, что в результате чисток, осуществляемых Багировым, примерно 70 тыс. азербайджанцев погибли к 1940 году. А. Г. Уралов (Авторханов) оценивает количество жертв репрессий в Азербайджане в 1937—1938 годах в 120 тыс. человек. А. Юнусов, указывая количество жертв репрессий периода Большого террора в 120 тысяч человек, подчёркивает, что при населении в 3,2 млн человек (перепись 1939 года) это огромная цифра для Азербайджана. Сванте Корнелл назвал М. Д. Багирова «Azerbaijan’s Stalin» (азербайджанским Сталиным), а Дмитрий Фурман — «азербайджанским Берией».

#### В 1940-е годы
В конце 1941 года советско-английские войска вторглись в Иран, оккупировав север и юг страны. Спустя четыре года на территории, занятой советскими войсками, образовалось просоветское Национальное правительство Азербайджана. Багиров насаждал там собственный мини-культ личности как «объединителя Азербайджана».

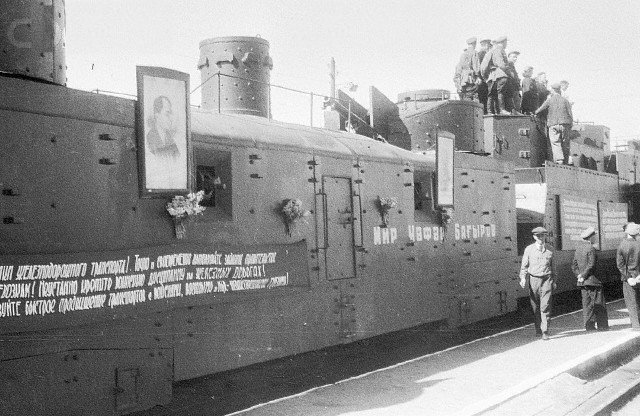
Бронепоезд «Мир-Джафар Багиров». На переднем плане вывешен портрет Багирова. Баку, 1943 год

В 1944 году на заседании Махачкалинского ГКО Багиров занял принципиальную позицию в защиту кумыкского народа, который также ожидала участь высылки, как чеченцев и других народов. Багиров вкратце по телефону доложил т. Сталину обстановку в Дагестане, сказал, что руководство обкома сомневается в лояльности местного населения, в частности кумыкского, и что он, Багиров, не разделяет этого мнения и никогда не согласится с ним.
Проживающие в Армянской ССР азербайджанцы рассматривали Багирова как руководителя и вполне могли рассчитывать на его поддержку. Они обращались к нему за помощью, и он часто откликался на их просьбы. Например, один из жителей села Агзибир Нор-Баязетского района Армении, обращаясь к нему со словами «Уважаемый наш отец и руководитель Мир Джафар», сообщал о своём земляке, школьном учителе, женившемся на армянской девушке, которого обвинили в том, что он насильно добился её согласия. Вскоре после обращения Багирова к Г. А. Арутинову следствие ввиду «отсутствия фактов обвинения» было прекращено. Другой пример, когда к нему обратились колхозники села Мангус Котайкского района с просьбой содействовать восстановлению в их селе самостоятельного колхоза, Багиров вновь обратился к Арутинову, и в 1947 году ЦК Компартии Армянской ССР удовлетворил просьбу жителей.
В период правления Мир Джафара Багирова был поднят территориальный вопрос между союзными республиками. Первый секретарь ЦК Компартии Армянской ССР Арутинов выдвинул предложение о передаче Нагорного Карабаха в состав Армении. Багиров ответил контраргументами и встречными требованиями. В своём письме Маленкову от 10 декабря 1945 года М. Д. Багиров написал, что у них нет возражений относительно передачи НКАО в состав Армянской ССР, но взамен он предложил рассмотреть вопрос о включении в состав Азербайджана Азизбековского, Вединского и Карабагларского районов Армянской ССР, населённых преимущественно азербайджанцами. Более того, Багиров выразил несогласие с передачей соседней республике Шушинского района. После этого вопрос о передаче Армянской ССР НКАО больше не ставился.
Возмущение у Багирова также вызвала изданная в 1946 году книга писательницы Мариэтты Шагинян «Советское Закавказье», в которой она затронула Нагорный Карабах. Багиров обвинил её в политических ошибках и искажении исторических фактов. Он обратился с письмом к секретарю ЦК ВКП(б) А. А. Жданову и книгу изъяли, а у Шагинян потребовали объяснений. Позднее этот эпизод всплывёт на одном из судебных заседаний по делу Багирова. На вопрос прокурора Руденко, за что он оскорбил писательницу и не принял её, М. Д. Багиров ответит: «Она со мной хотела встретиться, но она к земле Карабаха и Нахчывана в своих произведениях подходила как к собственным землям, поэтому я не принял её и выгнал». 

### Социально-экономическое развитие Азербайджана во времена Багирова

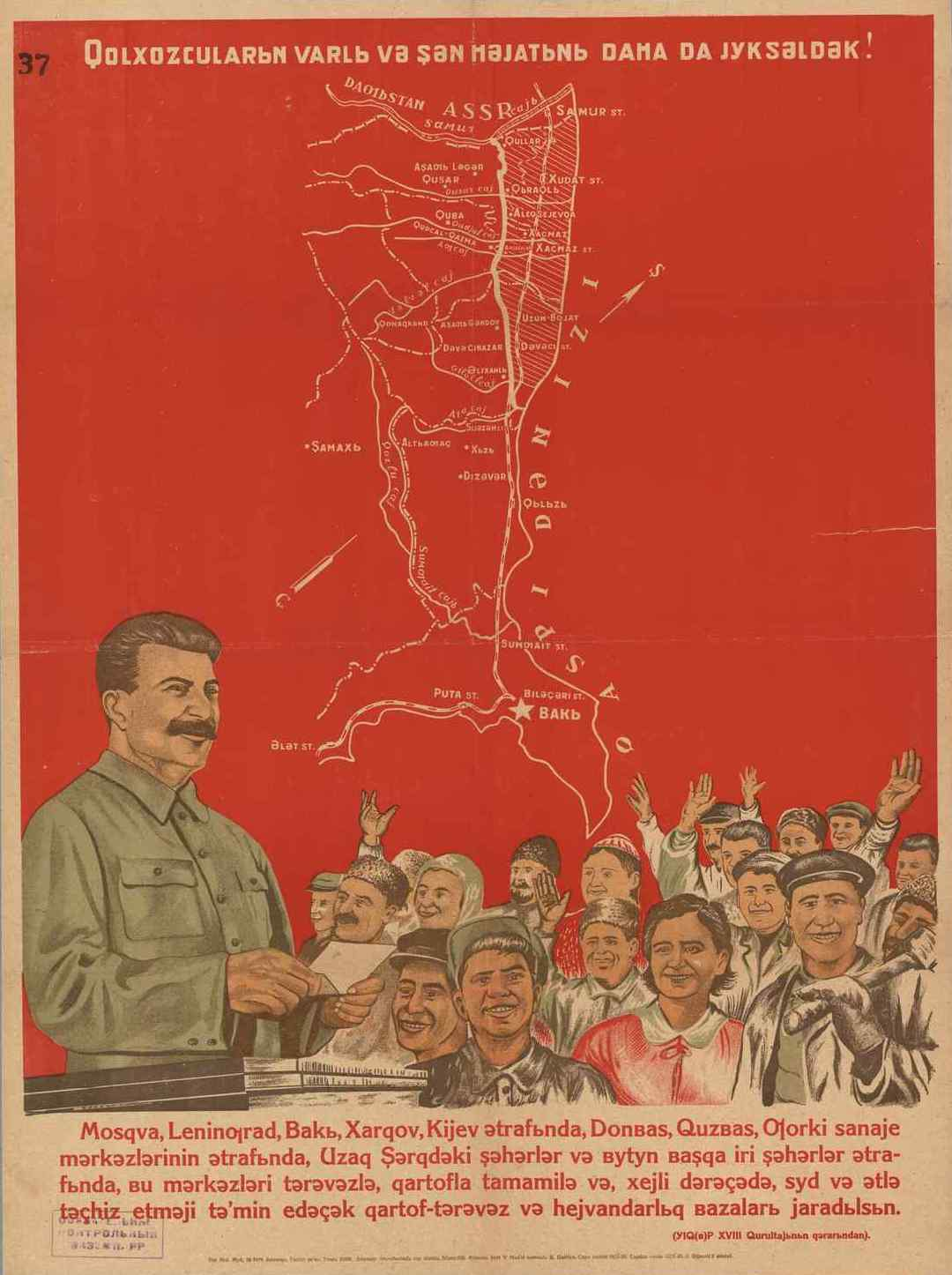
Плакат Азербайджана 1939 года с изображением Сталина и карты Апшеронского полуострова

На багировское время приходится становление и развитие промышленного и энергетического потенциала Азербайджана. В тот период возникли многие предприятия, новые промышленные центры — города Сумгаит, Мингечевир, Али-Байрамлы, Дашкесан.
В 1939 году началось строительство крупного гидротехнического сооружения — Самур-Дивичинского канала, инициатива чему принадлежала колхозникам Кубинского района. Оно завершилось в течение всего 6 месяцев. Постройка к апрелю 1940 года первой очереди канала длиной в 100 км позволило оросить 67 тысяч га земли. За образцовое выполнение строительства Самур-Дивичинского канала М. Д. Багирову 27 апреля того же года вручили орден Трудового Красного Знамени. По примеру строительства этого канала были сооружены Капучай-Дзегамский канал (11,5 км) в Казахском районе и Араздаян-Норашенский канал (64 км) в Нахичеванской автономии. Начиная с 1937 и по 1940 годы в Азербайджане площадь орошаемых земель выросла с 656,1 тысяч га до 726 тысяч га, а посевные площади по сравнению с 1109 тысяч га в 1937 году на 1940 год составили 1124 тысяч га.
На протяжении 17 лет (с 1933 по 1950 год) Багиров занимал должность Первого секретаря Бакинского городского комитета АКП(б), то есть руководителя бакинских коммунистов. Высшим же органом власти города являлся Бакинский Совет. Столица Азербайджана к 1950-м годам увеличилась территориально и численно. В Сталинскую эпоху при Багирове возникло немало крупных объектов: Дом правительства, Республиканский стадион им. Сталина. Одним из самых прочных автомобильных мостов Баку является так называемый Багировский мост, построенный в начале 1950-х годов. В 1938 году появился Азербайджанский филиал АН СССР (АзФАН).
Экономическая политика в послевоенное время определялась пятилетним планом восстановления и развития народного хозяйства республики на 1946—1950 гг., принятым в августе 1946 года на VIII Сессии Верховного Совета Азербайджанской ССР, а затем пятым пятилетним планом на 1950—1955 гг. В это время получили своё развитие новые отрасли промышленности (химическая, чёрная и цветная металлургия), строились новые тепло — и гидроэлектростанции, началась добыча нефти на море, расширилась сеть предприятий лёгкой и пищевой промышленности.

#### Наука и культура
Багиров оказал заметное влияние на советскую историографию Кавказской войны XIX века. В своей статье «К вопросу о характере движения мюридизма и Шамиля», он написал, что вступление Кавказа в состав России было добровольным и имело прогрессивное значение, тогда как имам Шамиль был иностранным шпионом. Вскоре это мнение стало главенствовать, хотя до этого господствовало прямо противоположное.
По инициативе академика М. В. Нечкиной в 1950-х годах на страницах журнала «Вопросы истории» развернулась дискуссия о возможности применения концепции «наименьшего зла», согласно которой присоединение иных народов к России в XVII—XIX веках рассматривалось как наименьшее зло по сравнению с их завоеванием другими государствами. Активное участие в этой дискуссии принял Багиров. На XIX съезде ВКП(б) он атаковал журнал, упрекнув издание в том, что оно затеяло беспредметную дискуссию, вместо того, чтобы осветить вопрос о прогрессивном значении присоединения иных народов к России. По его словам журнал «не только не помогает историкам наших национальных республик разобраться в характере того или иного исторического события, но часто сам занимает в этих вопросах ошибочную позицию». В 1953 году в журнале «Коммунист» была опубликована статья Багирова «Старший брат в семье советских народов», где автор дал развёрнутое обоснование концепции «абсолютного блага», сменившей теорию «наименьшего зла». В отличие от последней, эта концепция исходила из того, что присоединение любого народа к России являлось для него абсолютным благом. Разработка данной формулировки пресекло историкам стремление подходить к каждому случаю вхождения того или иного народа в состав российского государства отдельно. Дальше эта концепция нашла своё отражение в лекции Нечкиной «Прогрессивное значение присоединения нерусских народов к России».
При М. Д. Багирове гонениям и преследованиям подверглись деятели науки и культуры. Наиболее показательна здесь трагическая судьба видного философа, вице-президента АН Азербайджанской ССР Гейдара Гусейнова. Изначально он пользовался расположением Багирова. По ходатайству последнего ВАК присудил ему учёную степень доктора философских наук без защиты диссертации и он даже был введён в ЦК КП Азербайджанской ССР. Более того, как сообщал бывший разведчик И. К. Эфендиев, у органов имелись сведения о связях Г. Гусейнова с его дядьями в Турции и Иране, ведшими антисоветскую работу, и им удалось установить связи учёного с контрразведкой, но Багиров упорно отвергал все материалы. Поворотным пунктов во взаимоотношениях между учёным и главой республики стало издание Г. Гусейновым книги «Из истории общественной и философской мысли в Азербайджане XIX века», за которую он получил вторую Сталинскую премию и которая была высоко оценена в научном сообществе. М. Д. Багиров, ознакомившись с работой, подверг философа жёсткой критике. Главным пунктом обвинения стало утверждение, что автор не понял сущности идеологии мюридизма и движения Шамиля. Последовали критичные отзывы рецензентов на книгу, Комитет по Сталинским премиям отменил своё решение о присуждении Г. Гусейнову премии. Его исключили из партии «за антипартийное поведение, неискренность и двурушничество». Именно в этот период вышла вышеупомянутая статья Багирова «К вопросу о характере движения мюридизма и Шамиля».
Своего пика эта кампания достигла в июле 1950 года, когда с участием Багирова в Баку прошло общебакинское собрание интеллигенции. На нём многие учёные подвергли суровой критике Г. Гусейнова (сам он на собрании не присутствовал), а также тех, кто дал положительную оценку его работе (А. Маковельского, А. Сумбатзаде, М. Эриванского, Е. Токаржевского, А. Демирчизаде и др.). Не стесняясь в выражениях, М. Д. Багиров обрушился с резкими заявлениями в адрес некоторых присутствующих. Так, он заявил Мамед Арифу Дадашзаде, что «я убедился, что вы самый отъявленный враг советского народа. Вы агент турецкой разведки в рядах наших работников», а Мирзе Ибрагимову сказал: «Ты был беспризорником. Не за это ли ты расплачиваешься с Советской властью?». Не выдержав травли, Гейдар Гусейнов покончил с собой, повесившись спустя месяц. Его труды были изъяты из библиотек и книжной торговли. По выражению М. Ибрагимова, сказанного им на заседании бюро ЦК 7 сентября 1954 года, «кровь Гейдара Гусейнова на руках и на совести Багирова».
В Азербайджане нападкам также подверглись исторические и художественные явления прошлого. Так, в 1951 году с подачи общего собрания писателей Азербайджана, развернулась широкая кампания против огузского эпоса Деде Коркут. На XIX съезде ВКП(б), прошедшем в 1952 году, Багиров обрушился с резкой критикой на эпос, назвав его «реакционной, антинародной, проникнутой ядом национализма, панисламизма» книгой. Ещё ранее, на XVIII съезде КП(б) Азербайджана, он, «разоблачая» характер этого исторического памятника, говорил: «„Деде-Коркуд“ не является народным эпосом, книга эта посвящена от начала до конца восхвалению правящей верхушки огузских кочевых племён, пришедших на азербайджанскую землю в качестве грабителей и убийц. Книга насквозь пропитана ядом национализма, она направлена против немусульман-иноверцев, главным образом, против братских грузинского и армянского народов».

### Падение

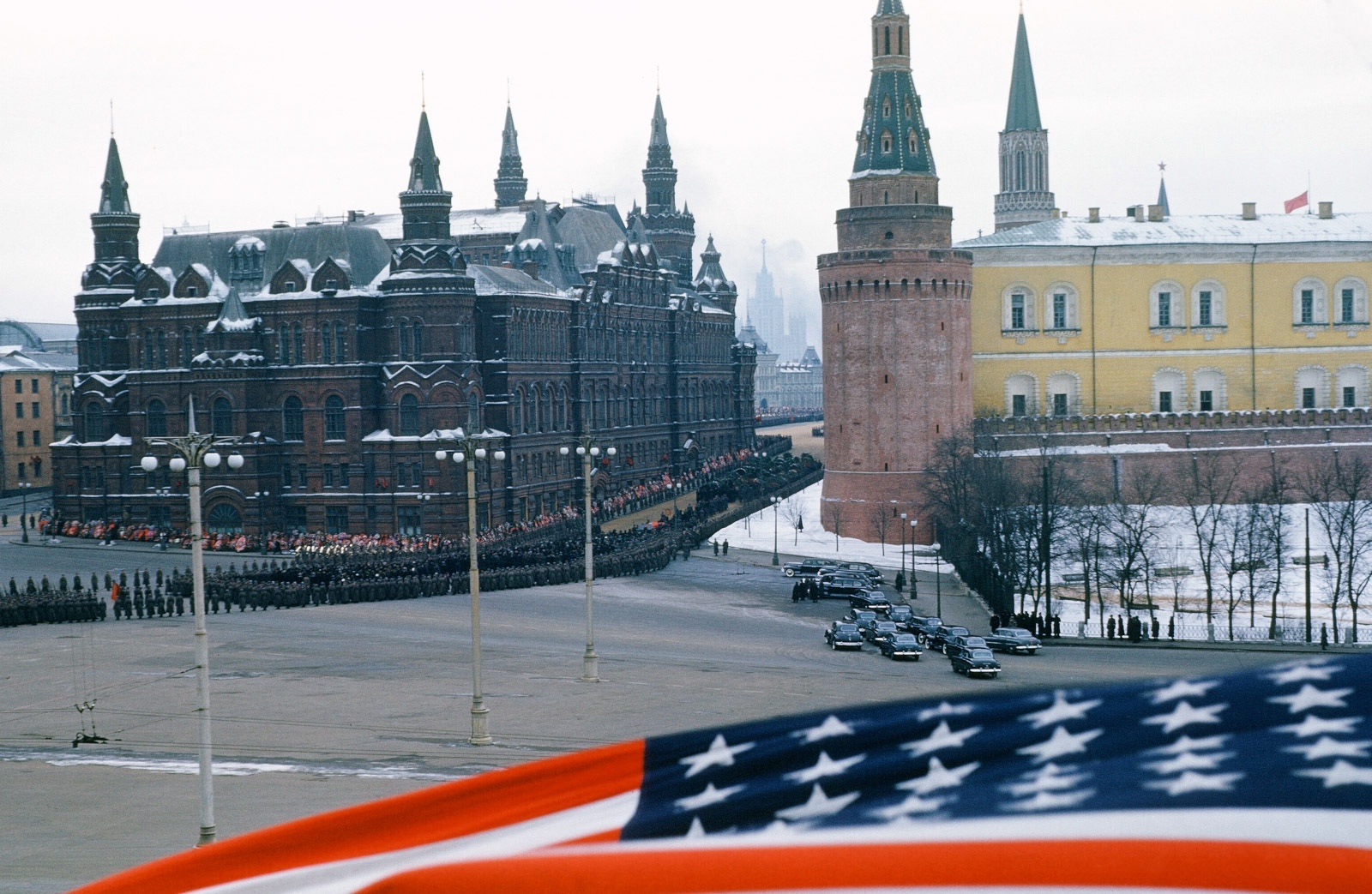
Похороны Сталина, запечатлённые помощником американского военного атташе с балкона посольства. 9 марта 1953 года

Сталин скончался 5 марта 1953 года, а 9 марта состоялись его похороны. В день смерти Сталина (5 марта) состоялось совместное заседание Пленума ЦК КПСС, СМ СССР, Президиума ВС СССР, где были утверждены назначения на высшие посты партии и Правительства СССР. Берия стал первым заместителем Председателя СМ СССР и главой МВД СССР. Багиров же постановлением совместного заседания Пленума ЦК КПСС, СМ СССР и Президиума ВС СССР стал кандидатом в члены Президиума ЦК КПСС. Уже 6 апреля постановлением IV-го пленума ЦК КП Азербайджана он был освобождён от должности Первого секретаря ЦК компартии республики и назначен председателем Совета Министров Азербайджанской ССР.
Со смертью Сталина страна вступала в новую эпоху. Багиров говорил: «Работая вдали от Москвы, за последнее время после того, когда партия и страна потеряли товарища Сталина, я должен прямо сказать…, чувствовалась на душе какая-то тяжесть, что что-то не то».
Л. П. Берия, наряду с Н. С. Хрущёвым и Г. М. Маленковым, стал одним из главных претендентов на лидерство в стране. Между ними развернулась борьба за власть. Н. С. Хрущёв, заручившись поддержкой большинства членов ЦК и высокопоставленных военных, 26 июня созвал совещание Совета министров СССР, на котором Л. П. Берия был обвинён в шпионаже и заговоре с целью захвата власти и арестован. Вслед за последовавшим 26 июня падением Берии последовало и падение Багирова, традиционно считавшегося «человеком Берии».
Изолировав Л. П. Берия, заговорщики 2 июля созвали пленум ЦК КПСС. Багиров, как и многие другие участники пленума, прибыл в Москву вместе с первым секретарём ЦК Компартии Азербайджана Мир Теймуром Якубовым и первым заместителем председателя Совета Министров Т. Кулиевым, не ведая о целях пленума. По прибытии он сообщил о своём приезде Маленкову и Хрущёву, а затем позвонил Берии, но безрезультатно. По свидетельству Якубова, «не получив никакого ответа он решил справиться о местонахождении Берии у Байбакова — министра нефтяной промышленности. Товарищ Байбаков по телефону ответил, что он, видимо, находится в отъезде. Затем состоялся короткий телефонный разговор Багирова с Микояном». На следующее утро состоялась встреча Багирова с Хрущёвым, от которого он узнал о выдвинутых против Берии обвинениях и его аресте.
На июльском пленуме ЦК КПСС почти все члены ЦК выступили с заявлениями о вредительской деятельности Л. Берии. Багиров также выступил с критикой в адрес Берии:
Берия, этот хамелеон, злейший враг нашей партии, нашего народа, был настолько хитёр и ловок, что я лично, зная его на протяжении тридцати с лишним лет до разоблачения Президиумом Центрального Комитета, не мог его раскусить, выявить его настоящее вражеское нутро. Не могу иначе объяснить это как моей излишней доверчивостью и притуплением партийной, коммунистической бдительности у себя к этому двурушнику и подлецу. Это будет и для меня серьёзным уроком.
7 июля постановлением пленума ЦК КПСС Багиров был выведен из состава ЦК КПСС и в тот же день опросом выведен из кандидатов в члены Президиума ЦК КПСС. 20 июля он потерял членство в Бюро ЦК Компартии Азербайджана, а совместный пленум ЦК и Бакинского комитета Компартии Азербайджанской ССР, состоявшийся 29-30 декабря, своим постановлением вывел его из состава ЦК Компартии Азербайджанской ССР.
В октябре его назначили заместителем начальника объединения «Куйбышевнефть» Министерства нефтяной промышленности СССР. 29 октября был допрошен в качестве свидетеля по делу Берии. 13 марта 1954 года решением КПК при ЦК КПСС Мир Джафар Багиров был исключён из партии и арестован.

### Суд и казнь
Накануне суда над М. Д. Багировым в 1956 году обстановка в Азербайджане, по сведениям КГБ, была неспокойной: как отмечалось, отрицательно сказались тбилисские события. В Баку КГБ обнаружил антисоветско-националистические листовки с обращением к народу, первый пункт которых гласил: «Наша обязанность освободить М. Дж. Багирова»; автор был установлен и осуждён. Приходили также письма с требованием освободить Багирова.

Здание Клуба культуры им. Ф. Э. Дзержинского (ныне Центр культуры Службы государственной безопасности), где проходил судебный процесс над М. Д. Багировым

12 апреля 1956 года в Баку начался открытый судебный процесс над Багировым. Суд проходил в Клубе культуры им. Ф. Э. Дзержинского (ныне Центр культуры Службы государственной безопасности), в театральном зале. Председательствовал на суде председатель Военной коллегии Верховного суда СССР А. А. Чепцов, а государственным обвинителем выступил генеральный прокурор СССР Р. А. Руденко. Помощник военного прокурора ЗакВО по спецделам В. Г. Максимов, выступивший на суде одним из консультантов государственного обвинителя, вспоминал:

Честно говоря, были опасения, что оставшиеся верными Багирову люди могут пойти на провокации. В связи с этим были предприняты необходимые меры: усилено патрулирование, здание клуба окружено тройной цепью — милицией, солдатами и сотрудниками Комитета госбезопасности, приглашённым на судебные заседания представителям общественности были выданы спецпропуска. Однако опасения оказались напрасными.— 
Вместе с Багировым перед судом предстали ещё пятеро человек:
- А. Атакишиев — экс-министр внутренних дел Азербайджанской ССР. В 1930-х годах работал в ОГПУ-НКВД Азербайджана.
- Т. М. Борщёв — экс-нарком внутренних дел Туркменской ССР. В годы Большого террора занимал должности начальника 3-го (КРО) отдела УГБ НКВД Азербайджанской ССР, заместителя наркома внутренних дел Азербайджанской ССР.
- Х. И. Григорян — экс-министр внутренних дел Армянской ССР. В 1937—1938 годах являлся заведующим отделом в Наркомате внутренних дел Азербайджанской ССР.
- С. Ф. Емельянов — экс-нарком внутренних дел Азербайджанской ССР.
- Р. А. Маркарян — экс-министр внутренних дел Дагестанской АССР. В 1936—1939 годах работал завотделом, а затем и заместителем комиссара внутренних дел Азербайджана.

По рассказам очевидцев, на суде Багиров держался смело. Против него были выдвинуты наиболее тяжкие обвинения по различным статьям тогдашнего УК. Предъявлялись также обвинения, не имеющие под собой каких-либо доказательств. Например, ему вначале инкриминировали обвинение в причастности к автомобильной катастрофе, в результате которой погиб Пишевари. Однако оно не было доказано. По поводу гибели Пишевари М. Д. Багиров посоветовал обращаться с вопросами в Москву. Некоторые обвинения вовсе были основаны на слухах, как например, утверждения, что Багиров принимал участие в подавлении какого-то рабочего восстания. Потому основное место в судебном процессе заняли эпизоды, связанные с массовыми репрессиями в Азербайджане.
Одним из доказанных обвинений против «Багирова и его сообщников» было дело «Запасного правотроцкистского центра контрреволюционной националистической организации» (ЗПЦКНО), по которому в 1938 году было арестовано и осуждено к расстрелу или к длительному сроку лишения свободы свыше трехсот руководящих партийных и советских работников, в том числе: 32 секретаря райкомов партии, 28 председателей райисполкомов, 15 наркомов и их заместителей, 66 инженеров, 88 командиров Советской армии и Военно-морского флота, 8 профессоров и другие руководящие работники". В ходе судебного разбирательства было доказано, что дело было с самого начала заказано и сфальсифицировано сообщниками Багирова, а показания заключенных выбивались под пытками. Обвинение по делу ЗПЦКНО вошло в текст судебного Приговора «Багирову и его сообщникам».
В ходе процесса Багиров, ознакомившись со следственными материалами на Григоряна, Маркаряна, Борщева и Сумбатова-Топуридзе, заявил на суде:
Я им верил, я доверил им органы Народного комиссариата внутренних дел. Поэтому моя вина перед народом столь велика, что меня мало расстрелять, мало повесить, меня надо четвертовать, разорвать на кусочки.
26 апреля 1956 года Военная коллегия Верховного суда СССР признала Багирова наряду с другими обвиняемыми виновным «в участии в изменнической группе и в совершении террористических расправ над советскими гражданами» и на основании ст. ст. 63-2, 70 УК Азербайджанской ССР приговорила его вместе с Маркаряном, Борщевым и Григоряном к расстрелу с конфискацией всего имущества. Атакишиев и Емельянов получили двадцать пять лет лишения свободы в исправительно-трудовых лагерях. Суд над Багировым ознаменовал начало кампании десталинизации в Азербайджане.
Бывший руководитель Азербайджана подал прошение о помиловании, но 12 мая Президиум Верховного Совета СССР отклонил ходатайство о его помиловании. С ходатайством о помиловании обращались также сын Джен и супруга Евгения Багировы. 26 мая Мир Джафар Багиров был расстрелян в Баку и захоронен в братской безымянной могиле кладбища посёлка Баилово, где хоронили всех расстрелянных в то время. Имелось предположение, что его расстреляли в Коломне. По крайне мере, личное дело Мир Джафара Багирова находится в Москве.
В 2003 году газета Московский комсомолец, ссылаясь на добытый ею документ «Сведения о движении уголовных дел и НП (надзорные производства. — прим.) в бывшем особом архиве ГВП», сообщила, что в архиве Главной военной прокуратуры исчезли 57 томов из дела Багирова. В последующем вскоре интервью МК главный военный прокурор А. Савенков уведомил, что в ходе проведённой инвентаризации было установлено, что все документы, в том числе архивные дела в отношении Багирова, находятся на месте: «Да, нам пришлось принять самые серьёзные меры к установлению их местонахождения, в том числе и розыскного характера. Целый ряд сотрудников архива и канцелярии, некоторые офицеры и генералы привлечены к дисциплинарной ответственности. На сегодняшний день все документы хранятся в установленном порядке».
В 2015 году внуку сестры Багирова исследователю Мамедтаги Багирову удалось обнаружить останки Мир Джафара Багирова. Так, от одного человека, разыскивавшего останки своего отца, Мамедтаги Багиров узнал, что в разговоре с этим человеком расстрелявший его отца случайно сказал, где тот похоронен, а также, что в этой могиле похоронен и сам Мир Джафар Багиров. В могиле Багирова были обнаружены его пенсне и мундштук. Проведённая в Лондоне ДНК-экспертиза с сопоставлением проб, взятых с останков, с пробами, взятыми у правнука и у останков похороненной в Губе сестры Мир Джафара Багирова, подтвердили принадлежность останков Багирову. Позднее останки Багирова были преданы земле на Ясамальском кладбище, как завещал и сам Багиров, рядом с могилой его сына Джахангира, с соблюдением исламских обрядов.

## Отношение к Багирову и освещение его личности в истории
Директор музея истории Азербайджана академик Пюста Азизбекова, чья юность и начало научной деятельности пришлись на сталинскую эпоху, упоминала Багирова как «одного из самых кровавых сталинских палачей». В работе востоковеда академика З. Буниятова «Qırmızı terror» («Красный террор») М. Д. Багиров, в отличие от других (например Сумбатова, Борщева, Маркаряна), не упомянут как виновник репрессий. Более того, в предисловии книги о нём ничего не сказано.
Иначе подошёл к оценке деятельности Багирова другой историк Эльдар Исмаилов. По его мнению, Багиров действовал в соответствии с условиями того времени, а иначе (то есть действовать без оглядки на эмиссаров НКВД из Москвы) он не мог. И хотя с него нельзя снимать ответственность за злодеяния тех лет, Багиров, по мнению Э. Исмаилова, без сомнения был азербайджанским патриотом. В исследовании Дж. Гасанлы, посвящённом хрущёвской эпохе в Азербайджане, репрессии багировского времени не упомянуты. По мнению С. Румянцева, Джамиля Гасанлы трудно назвать критиком «багировского режима», он скорее «видит в Багирове опять-таки азербайджанского патриота». Таким он предстаёт со страниц его книг, причём противостоящий проискам представителей «некоренной национальности», которому приходилось при всём своём нежелании мириться с указаниями «центра».
Совсем другой взгляд на Багирова присутствует в иных исследованиях. В книге Тейуба Гурбана, посвящённой 110-летию со дня рождения Багирова, он предстаёт «достойным сыном своего народа». Багиров, по мнению автора, много хорошего сделал для своей страны, а также боролся с «проармянски настроенными силами в Москве» и «скрытыми дашнаками». Автором предисловия этой монографии является писатель Гылман Илькин, из текста которого вытекает, что Багиров не дал армянам избавиться от композитора Узеира Гаджибекова. Т. Гурбан выступает оппонентом тех, кто пытается критиковать Багирова. Ещё один автор — Адигёзал Мамедов — целью своей монографии «Несостоявшийся переворот» объявляет разрушение образа Багирова «как палача народа».
Азербайджанский поэт Халил Рза Улутюрк в произведении «Давам едир 37…» (1989 год) посвящает такие строки М. Д. Багирову: «Ады догма үрәји јад. Ҹин Ҹәфәрин әлләрилә виран галды ханиманлар (Имя родное сердцем чужой. Джинном Джафаром разрушены очаги)».
Востоковед Салех Алиев пишет: «Вторая половина 30-х годов в истории Азербайджанской ССР отмечена репрессиями, осуществленными властями против представителей интеллигенции. Была «разоблачена» и подвергнута жестоким преследованиям большая группа ученых тюркологов, обвиненных в пантюркизме, троцкизме и тайном сотрудничестве с иностранными разведслужбами. В 1938 г. по инициативе И. Сталина и поддержке руководителя партийной организации республики М.Дж. Багирова был изменен официальный этноним тюрок Кавказа. Они стали «азербайджанцами», а язык их «азербайджанским». В партийном документе Багирова, заполненном им самим в 1937 г., в графе национальность написано «тюрок», а в графе родной язык — «тюркский». Но в следующем году, разумеется, он стал «азербайджанцем».

## Современники о Багирове
Из воспоминаний режиссёра Азербайджанского русского драматического театра Гюльджахан Гюльахмедовой-Мартыновой:

Мой отец, Шуаулла Гюльахмедов, работал в ГПУ. Во время повальных арестов 1928 года, совсем ещё молодым человеком, был арестован по какому-то сфабрикованному делу и без суда и следствия приговорён к расстрелу… Мама бросилась спасать его. Она стояла в какой-то подворотне, прижав меня к себе, и ждала конца рабочего дня… Поздно вечером Мирджафар Багиров вышел, окружённый своими сотрудниками, и направился к машине. Мама толкнула меня к его ногам… Боясь упасть, я уцепилась за его брюки… И заплакала… Он поднял меня на руки и спросил: «Чей это ребёнок?» «Это дочь Шуауллы Гюльахмедова», — сказал кто-то. Он погладил меня по голове и опустил на землю… «Передайте, что ради этого ребёнка мы сохраняем ему жизнь». И быстро пошёл к машине… Он сдержал слово….

Историк и политолог Г. И. Мирский писал:

Он выделялся на фоне остальных, весьма бесцветных, закавказских вождей… Волевой и решительный, он был абсолютным хозяином в своей республике: Он даже в чём-то перещеголял Сталина: тот репрессировал большинство делегатов XVII съезда, многие из которых голосовали против него на выборах Политбюро (тайным голосованием), а Багиров у себя в республике в аналогичной ситуации пересажал вообще всех делегатов своего азербайджанского съезда — чтобы уж знать наверняка, что не остался никто из бросивших ему «чёрный шар». Мне запомнилась история, рассказанная одним высокопоставленным партийным деятелем со слов человека, бывшего до войны заместителем наркома внутренних дел Азербайджана. Этот нарком был самым страшным человеком в республике (после Багирова, конечно). Так вот, заместителя однажды вызывают к Багирову, а это было в Баку то же самое, что быть вызванным к Сталину в Москву; как вспоминал Хрущёв, «идёшь и не знаешь, вернёшься или нет». Замнаркома входит в огромный кабинет, в самом конце которого сидит за письменным столом Багиров, кивком головы молча подзывающий его. Пока он шёл через кабинет, шестым чувством ощутил, что кто-то ещё здесь есть, и, бросив взгляд в угол, увидел там своего шефа, грозного наркома, который сидел на краешке стула и дрожал, «как собака, вышедшая из воды». Заместитель подошёл к столу Багирова и услышал только одну фразу: «Возьмёшь это говно, повезёшь в Москву. Иди!» Ему пришлось конвоировать своего уже опального начальника в Москву, где того быстро подключили к какому-то очередному списку врагов народа и расстреляли. А заместитель вернулся в Баку, где его вскоре сняли с работы и посадили, но он уцелел и рассказал — десятки лет спустя — эту историю.

## Личная жизнь
Помимо родного азербайджанского языка, Мир Джафар Багиров также свободно владел лезгинским языком. Знал также и русский язык. В справке ЦРУ отмечается:

Багиров пил, курил и легко общался с людьми. Он был практиком и организатором, но не теоретиком. После Берии Багиров был хорошо осведомлён о технологии работы Министерства внутренних дел. Любящий Сталина и Берию, Багиров был ярким представителем восточного политиканства. Он хорошо знал Ближний и Средний Восток, историю и психологию живущих там народов. Багиров был главным организатором диверсионной работы в Иране, тюркском Азербайджане и в арабских государствах Ближнего Востока. Советская разведка работала в этом районе в тесном контакте с ним.

### Семья и потомки

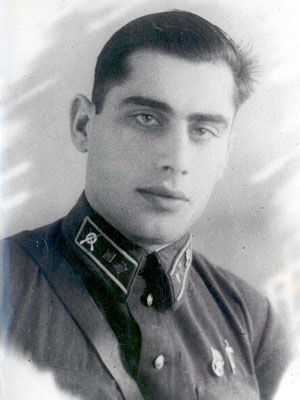
Сын Багирова — Джахангир. Первый азербайджанец, совершивший воздушный таран

В 1918 году Мир Джафар Багиров женился на русской медсестре Марии Сергеевой, в браке с которой у них в 1919 году родился сын Владимир-Джахангир. Вскоре супруга умерла. Позднее Багиров женился на еврейке Евгении Михайловне Гельман, от брака с которой у него в 1932 году родился сын Джен.
Старший сын Владимир окончил Ейскую военную авиационную школу пилотов и Ташкентское пехотное училище. С первых дней Великой Отечественной войны он участвовал лётчиком-истребителем в воздушных боях под Москвой. 5 июня 1943 года в бою вблизи города Обоянь, отражая налёт на аэродром, Владимир сбил немецкий бомбардировщик Ю-88, но израсходовав весь запас боекомплекта, он в лобовой атаке таранил истребитель FW-190, в результате чего оба самолёта взорвались в воздухе. Исследователь Адигёзал Мамедов, автор работы «Мирджафар Багиров. Нераскрытые страницы», рассказывает о том, как приговорённому Багирову разрешили в последний раз посетить могилу сына: «В окружении конвоя бывшего первого секретаря ЦК КП привели на Батамдартское кладбище в Баку. Багиров плакал над могилой сына — кавалера ордена Ленина, обнимал камень, а охранники-азербайджанцы просили русского командира не мешать осуждённому проститься с сыном. „Не довелось мне умереть рядом с твоей могилой“, — рыдал Багиров. Приговорённый к смерти отец не отрывал глаза от надгробной плиты, когда его увозили с кладбища».
Младший сын Джен скончался в 1994 году, а его мать Евгения Багирова — в 1997 году. Оба похоронены на Востряковском кладбище в Москве. Заслуженная артистка России и народная артистка Азербайджана пианистка Тамилла Махмудова, знавшая младшего сына Мир Джафара Багирова, рассказывает о нём:
Джен окончил Московский автодорожный институт, аспирантуру, защитил кандидатскую диссертацию. Докторскую степень получил в 39 лет. Работал руководителем отдела в Госстандарте, одновременно являясь на протяжении многих лет профессором и председателем ГЭК в Университете дружбы народов им. Лумумбы. Итогом его исследований и диссертаций стали его учебники, переведённые на три языка — английский, испанский, арабский. 

У него более 200 публикаций. Он являлся заместителем председателя международной организации ИСО по стандартизации. На международных симпозиумах выступал на английском языке, в частности перед самой кончиной участвовал в международной конференции по проблемам двигателей внутреннего сгорания в Венгрии. 

Его не стало в 1994 году – умер, как жил: за рабочим столом в институте, ни к кому не обратившись за помощью.... 

Он был настоящим патриотом, часто бывал в Баку и в районах республики. Трепетно относился к каждой весточке с родины. И, как настоящий патриот, завещал развеять свой прах на земле родины. 

Его жена исполнила его желание: часть праха легла на Землю Азербайджана, а другая погребена на Востряковском кладбище в Москве.
Сын Джена — Мирджафар, работал в одной из фармацевтических фирм в Москве и скончался в 2005 году в Индии в возрасте 27 лет.

## Багиров в кинематографе
- Рза Тахмасиб —  («Огни Баку», 1950)
- Фикрет Султанов — («Газельхан», 1991)
- Рамиз Новрузов — («Жизнь Джавида», 2007)

## Награды
- Орден Трудового Красного Знамени Азербайджанской ССР (1922) — за блестящее проведение борьбы на саранчовом фронте[5].
- Орден Красного Знамени (1924)[5]
- Орден Красного Знамени[5]
- Орден Ленина (1935) — за выдающиеся успехи в течение ряда лет в области сельского хозяйства, равно как и в области промышленности[5].
- Орден Трудового Красного Знамени (27.04.1940) — в ознаменовании 20-й годовщины освобождения Азербайджана от ига капитализма и установления там советской власти, за успехи в развитии нефтяной промышленности, за достижения в области подъёма сельского хозяйства и образцовое выполнение строительства Самур-Дивичинского канала[5].
- Орден Ленина (1942) — за образцовое выполнение заданий Правительства по увеличению добычи нефти, производству оборонных нефтепродуктов и боеприпасов[5].
- Орден Ленина (1943) — за успешное выполнение заданий Правительства по развитию сельского хозяйства и животноводства[5].
- Орден Отечественной войны I степени (1945) — за успешное выполнение государственного плана хлебозаготовок в 1944 году[5].
- Орден Ленина (1946) — в связи с 50-летием со дня рождения и принимая во внимание его заслуги перед партией и советским народом[5]. Наградить этим орденом предложили Л. П. Берия и А. А. Жданов и последний передал соответствующую записку Сталину, прося у того согласия. Присутствующая на документе запись Логинова гласит: "Тов. Незлобин сообщил: «Тов. А. Н. Поскрёбышев просил передать, что вопрос о награждении тов. Багирова доложен тов. Сталину, и он не возражает против предложения тт. Жданова и Берия»[150].
- Орден Ленина (1946) — за достигнутые успехи в развитии сельского хозяйства, промышленности, науки, культуры и искусства[5]
- Значок «Почётный чекист»[12]

## Публикации[151]
- Багиров М. Д. Пути развития местного хозяйства в Азербайджане. — Баку, 1925. — 153 с. — 1000 экз.
- Багиров М. Д. Работа Азнефти в 1931 г. и задачи на 1932 г. — Баку: Азернешр, 1932. — 1500 экз.
- Багиров М. Д. О задачах партбригад в проведении весеннего сева в азерб. деревне. — Баку: Азернешр, 1933. — 45 с. — 5000 экз.
- Багиров М. Д. За вторую хлопковую базу. — Баку: Партиздат, 1934. — 139 с. — 5000 экз.
- Багиров М. Д. За новый крутой подъём нефтяной промышленности. — Баку: Азпартиздат, 1936. — 31 с. — 10 200 экз.
- Багиров М. Д. О задачах комсомола Азербайджана в борьбе за ленинско-сталинское воспитание молодёжи. — Баку: Азпартиздат, 1936. — 46 с. — 20 200 экз.
- Багиров М. Д. За новый подъём социалистического сельского хозяйства Азербайджана. — Баку: Азернешр, 1941. — 95 с. — 3000 экз.
- Багиров М. Д. По-большевистски выполним решения XVIII Всесоюзной конф. ВКП(б). — Баку: Азернешр, 1941. — 39 с. — 3500 экз.
- Багиров М. Д. XXIV годовщина Красной Армии. — Баку: Азернешр, 1942. — 32 с. — 7000 экз.
- Багиров М. Д. Превратим Кавказ в могилу для гитлеровцев. — Баку: Азернешр, 1942. — 16 с. — 12 000 экз.
- Багиров М. Д. За большевистскую организованность и дисциплину. — Баку: Азернешр, 1942. — 20 с. — 12 000 экз.
- Багиров М. Д. Всё для фронта, всё для победы. — Баку: Азернешр, 1942. — 56 с. — 10 000 экз.
- Багиров М. Д. Все силы и средства на обеспечение фронта и страны горючим. — Баку: Азернешр, 1943. — 20 с. — 5000 экз.
- Багиров М. Д. Новые права и новые задачи АзССР. — Баку: Азернешр, 1944. — 34 с. — 2000 экз.
- Багиров М. Д. О работе Азербайджанской партийной организации в первом году новой Сталинской пятилетки. — Баку: Азернешр, 1947. — 39 с. — 30 000 экз.
- Багиров М. Д. Об очередных задачах Азербайджанской партийной организации. — Баку: Азернешр, 1949. — 148 с. — 15 000 экз.
- Багиров М. Д. Об очередных задачах интеллигенции Азербайджана. — Баку: Азернешр, 1950. — 75 с. — 15 000 экз.
- Багиров М. Д. Все силы на борьбу за новый подъём нефтяной промышленности Азербайджана. — Баку: Азернешр, 1950. — 16 с. — 15 000 экз.
- Багиров М. Д. За высокие урожаи хлопка на больших площадях. — Баку: Азернешр, 1950. — 31 с. — 5000 экз.

### Видеоматериалы
- Документальный фильм «Красный террор или Мир Джафар Багиров» (на азерб.)
- Личный телохранитель Мир Джафара Багирова рассказывает, репортаж новостной программы (на азерб.)